# Philippe Laloux
Pour les articles homonymes, voir Laloux (homonymie).
 (décembre 2017).
Si vous disposez d'ouvrages ou d'articles de référence ou si vous connaissez des sites web de qualité traitant du thème abordé ici, merci de compléter l'article en donnant les références utiles à sa vérifiabilité et en les liant à la section « Notes et références ».
Philippe Laloux est un cuisinier et écrivain québécois né à Bruxelles, Belgique, en novembre 1955. Cuisinier depuis 1983 à Montréal, il a publié Les saveurs du Québec aux Éditions Stromboli, en 1995. Son restaurant de l'avenue des Pins figurait parmi les 50 meilleurs d'Amérique du Nord. Abandonnant cette adresse en 1987, il se consacre depuis à l'écriture et à la musique, tout en participant à de nombreuses émissions de télévision sur le thème du goût. Deux albums virent le jour, l'un en 2002, l'autre en 2005.

## Publications
- 1995 - Les saveurs du Québec. Éditions Stromboli.
- 2010 - Le bonheur de cuire, Édition Québec Amérique.